# Linaria cornubiensis
Linaria cornubiensis är en grobladsväxtart som beskrevs av George Claridge Druce. Linaria cornubiensis ingår i släktet sporrar, och familjen grobladsväxter. Inga underarter finns listade i Catalogue of Life.